# Rádžéndra Prasád
Rádžéndra Prasád (hindsky राजेन्द्र प्रसाद, 3. prosince 1884 Bihár – 26. února 1963 Patna) byl spolutvůrce ústavy Indické republiky a také její první prezident.
Původním povoláním byl právník, ale v době indické snahy o nezávislost svého povolání zanechal a věnoval se politice v řadách Strany kongresu. Byl důležitou osobností snahy o nezávislost a předsedou shromáždění, které vytvořilo první ústavu republiky platnou v letech 1948–1950.
Prezidentem byl od 25. ledna 1950 do 13. května 1962.